# 強納森·奈特

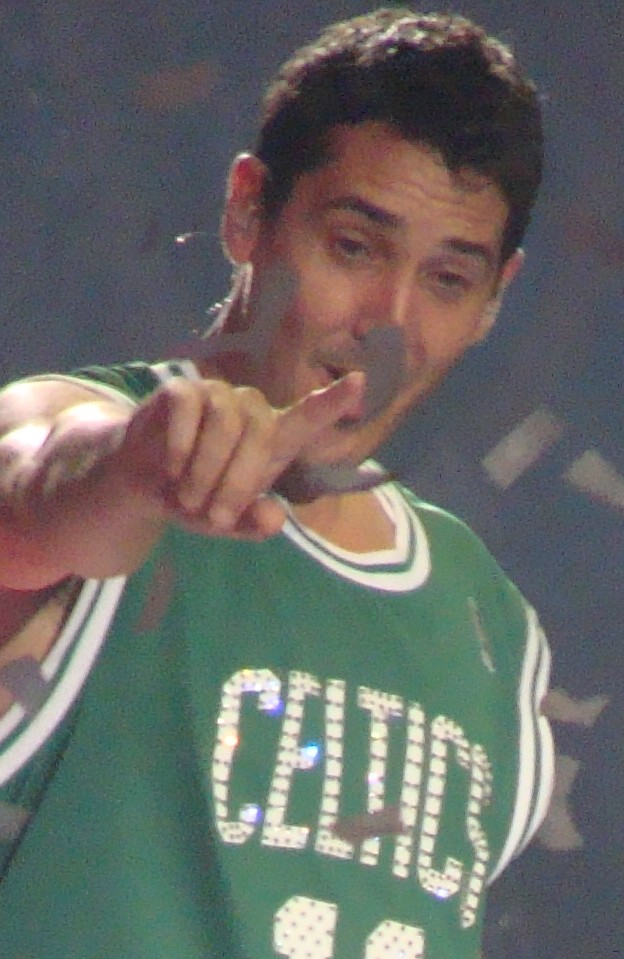
Jonathan Knight近照

強納森·奈特（Jonathan Knight'，1968年11月29日—）出生在伍斯特，是美國的一位歌手、詞曲作家、演員。他和他的弟弟喬登·奈特是偶像團體街頭頑童的成員。